# Megasema kollari
Megasema kollari là một loài bướm đêm trong họ Noctuidae.